# Richard Polaczek
Richard Polaczek (ur. 17 czerwca 1965) – belgijski szachista, mistrz międzynarodowy od 1989, arcymistrz w grze korespondencyjnej od 1994 roku.

## Kariera szachowa
W latach 1992, 2008 i 2010 trzykrotnie reprezentował barwy Belgii na szachowych olimpiadach, był również dwukrotnym (2007, 2009) uczestnikiem drużynowych mistrzostw Europy. 
Największe sukcesy odnosił w grze korespondencyjnej, w 1994 r. otrzymując tytuł arcymistrza. Dwukrotnie startował w półfinałach indywidualnych mistrzostw świata (1989 – V miejsce, 1991 – III miejsce). W 1996 r. zwyciężył w 41. finale indywidualnych mistrzostw Europy (rozgrywanym w latach 1989–1996), zdobywając złoty medal. Tytuł arcymistrza zdobył w turnieju SSKK-Bulletinen 40 Years (rozgrywanym w latach 1993–1997), w którym zajął III miejsce (za Dieterem Sternem i Stephanem Busemannem).
Najwyższy ranking w karierze osiągnął 1 lipca 2005 r., z wynikiem 2431 punktów zajmował wówczas 7. miejsce wśród belgijskich szachistów.